# Анучинское сельское поселение
Анучинское сельское поселение — сельское поселение в Анучинском районе Приморского края.
Административный центр — село Анучино.

## История
Статус и границы сельского поселения установлены Законом Приморского края от 6 декабря 2004 года № 177-КЗ «Об Анучинском муниципальном районе»

## Население
| 2001  | 2010  | 2011  | 2012  | 2013  | 2014  | 2015  |
| ----- | ----- | ----- | ----- | ----- | ----- | ----- |
| 6072  | ↗7197 | ↘7175 | ↘7161 | ↘6978 | ↘6742 | ↘6500 |
| 2016  | 2017  | 2018  | 2019  |       |       |       |
| ↗6529 | ↘6474 | ↘6365 | ↘6306 |       |       |       |

## Состав сельского поселения
В состав сельского поселения входят 13 населённых пунктов:
| №  | Населённый пункт | Тип населённого пункта       | Население |
| -- | ---------------- | ---------------------------- | --------- |
| 1  | Анучино          | село, административный центр | ↘4239     |
| 2  | Ауровка          | село                         | ↘62       |
| 3  | Гродеково        | село                         | ↘278      |
| 4  | Еловка           | село                         | ↘228      |
| 5  | Муравейка        | село                         | ↘314      |
| 6  | Нововарваровка   | село                         | ↘180      |
| 7  | Новогордеевка    | село                         | ↗824      |
| 8  | Орловка          | посёлок                      | ↘15       |
| 9  | Старогордеевка   | село                         | ↘161      |
| 10 | Таёжка           | село                         | ↗347      |
| 11 | Тигровый         | посёлок                      | ↘32       |
| 12 | Шекляево         | село                         | ↘258      |
| 13 | Ясная Поляна     | село                         | ↘36       |

## Местное самоуправление
Администрация
Адрес: 692300, с. Анучино, ул. Лазо, 6. Телефон: 8 (42362) 91-3-37
Глава администрации
- Холохоренко Александр Михайлович